# ジャスティン・ノートン
ジャスティン・ノートン（Justen Naughton、1981年7月31日 - ）は、アメリカ合衆国・イリノイ州出身のプロバスケットボール選手である。バスケットボールアイルランド代表。ポジションはフォワード。

## 来歴
グランドバリー大学、カルフォルニア州立大学ロサンゼルス校を経て、ヨーロッパへ渡りプロで活躍。
ドイツ、スイス、北アイルランド、スペイン、アイルランドでプレー。
2008年、大阪エヴェッサに入団。